# Scortum parviceps
Scortum parviceps és una espècie de peix pertanyent a la família dels terapòntids.

## Descripció
- Pot arribar a fer 38 cm de llargària màxima i 1 kg de pes.[5][6][7]

## Reproducció
La femella assoleix la maduresa sexual en arribar als 17 cm de llargària i el mascle als 23. La reproducció té lloc des de mitjan octubre fins a principis del novembre després de les pluges. La femella pon al voltant de 115.000 ous, els quals són pelàgics, fan 4,2-4,3 mm de diàmetre i fan la desclosa al cap de 36 hores.

## Alimentació
Menja gambes, algues i cucs.

## Hàbitat
És un peix d'aigua dolça, bentopelàgic i de clima tropical (19°S-20°S).

## Distribució geogràfica
És un endemisme de Queensland (Austràlia), incloent-hi la conca del riu Burdekin.

## Observacions
És inofensiu per als humans.